# Ärger im Bellona-Club
Ärger im Bellona-Club (auch: Es geschah im Bellona Club, englischer Originaltitel: The Unpleasantness at the Bellona Club) ist ein 1928 erschienener Kriminalroman von Dorothy L. Sayers. Es ist der vierte Fall für den Gentleman-Detektiv Lord Peter Wimsey.

## Inhalt
Am Waffenstillstandstag (Remembrance Day) 1928 wird der hochbetagte General Fentiman von seinem Enkel Captain George Fentiman und Lord Peter Wimsey tot in einem Ohrensessel vor dem Kamin im Londoner Bellona-Club aufgefunden. Am selben Morgen ist seine Schwester, Lady Dormer, ebenfalls gestorben. Der Leibarzt des Generals, Dr. Penberthy, auch ein Clubmitglied, attestiert einen natürlichen Tod des Generals, ist jedoch bezüglich des genauen Todeszeitpunkts unsicher.
Die vermögende Lady Dormer hat ihren Bruder zu ihrem Haupterben bestimmt. Für den Fall, dass er vor ihr sterbe, hat sie jedoch das Haupterbe an ihre Gesellschafterin, Ann Dorland, vermacht und geringe Geldsummen für die Enkelsöhne des Generals, Major Robert Fentiman und Captain George Fentiman, vorgesehen.
Wenige Tage später sucht Mr. Murbles, Anwalt sowohl der Familie Fentiman als auch der Familie Wimsey, Lord Peter in dessen Haus auf und bittet ihn, den genauen Todeszeitpunkt zu ermitteln und, ob der General oder dessen Schwester zuerst verstorben ist.
Wimsey findet schnell heraus, dass trotz oder wegen des Gedenktag-Trubels niemand im Bellona-Club den General am Morgen hat eintreffen sehen. Die Nacht davor habe er nicht wie üblich zuhause, sondern im Haus eines nicht zu ermittelnden Bekannten namens Oliver verbracht. Zudem weigert sich Ann Dorland vehement, mit ihm zu sprechen. Auch einen außergerichtlichen Vergleich mit den Brüdern Fentiman lehnt sie entschieden ab.
Wimsey verbringt erfolglos einige Zeit damit, Oliver nachzuspüren. Er entdeckt jedoch, dass der General, nachdem er seine im Sterben liegende Schwester besucht hatte, noch Dr. Penberthy aufgesucht und über akutes Unwohlsein geklagt hatte. In der Folge kann er den widerstrebenden Robert Fentiman dazu drängen, eine Exhumierung zu beantragen. Es stellt sich heraus, dass der General mit einer hohen Dosis Digitalis vergiftet worden ist. Inspektor Parker von Scotland Yard, ein Freund Wimseys, wird mit den offiziellen Ermittlungen beauftragt. Nach einer List von Wimsey gibt Robert Fentiman widerwillig zu, dass er die Person Oliver nur erfunden habe. Er habe den bereits toten General am Abend zuvor in der leeren Bibliothek im Bellona-Club aufgefunden und seine Leiche in der Telefonkabine des Clubs bis zum nächsten Morgen verborgen, um sich und seinem Bruder das Haupterbe zu sichern.

## Auflösung des Falls
Die nun unmittelbar Hauptverdächtige Ann Dorland, die sich zuvor standhaft jedem Kompromiss über die Erbschaftsregelung verweigert hatte, lenkt plötzlich ein und will sich mit den Fentimans einigen. Wimsey kann mit einer List zu Ann Dorland vordringen; er findet sie aufgelöst vor, da ihr heimlicher Verlobter, Dr. Penberthy, die Verlobung plötzlich unter demütigenden Umständen gelöst hat. Penberthy hatte sie vorher gedrängt, sich jedem Kompromiss zu verweigern. Dorland wird als Hauptverdächtige verhaftet; Wimsey kann sie jedoch entlasten. Penberthy hatte von seinem Patienten General Fentiman alle Details über Lady Dormers letzten Willen erfahren und den General mit einer hohen Dosis Digitalis vergiftet, um seiner Verlobten das Haupterbe zu sichern. Als Arzt war er in der Lage, einen natürlichen Tod zu bescheinigen. Im Bellona-Club mit der Wahrheit konfrontiert, schreibt Penberthy in der Bibliothek des Clubs ein Geständnis und entlastet damit Ann Dorland. Danach erschießt er sich.
Im Epilog erfährt Wimsey, dass das Erbe zu gleichen Teilen aufgeteilt wurde zwischen den Brüdern Fentiman und Ann Dorland, die eine Beziehung mit Robert beginnt.

## Charaktere
- Lord Peter Wimsey, Amateurdetektiv und Mitglied des Bellona-Clubs
- Inspektor Charles Parker, Ermittler bei Scotland Yard und Freund von Lord Peter
- Mervyn Bunter, Wimseys Diener
- Mr. Murbles, der Familienanwalt der Wimseys und der Fentimans
- General Fentiman (†), hochbetagter Veteran des Krimkriegs und Mitglied im Bellona-Club
- Lady Dormer (†), General Fentimans Schwester
- Major Robert Fentiman, älterer Enkel des Generals und Mitglied im Bellona-Club
- Captain George Fentiman, jüngerer Enkel des Generals und Mitglied im Bellona-Club
- Sheila Fentiman, Ehefrau von George Fentiman
- Ann Dorland, entfernte Verwandte und Gesellschafterin von Lady Dormer
- Dr. Penberthy, Arzt und Mitglied im Bellona-Club
- Sir James Lubbock, Chemiker und Freund von Lord Peter
- Marjorie Phelps, Künstlerin, Freundin von Lord Peter und Ann Dorland
- Salcombe „Sally“ Hardy, Journalist für die Boulevardzeitung Daily Yell
- Captain Culyer, Geschäftsführer des Bellona-Clubs
- Colonel Marchbanks, Bekannter von Lord Peter und Mitglied des Bellona-Clubs
- Mr. Wetheridge, Mitglied des Bellona-Clubs
- Dick Challoner, Mitglied des Bellona-Clubs

## Adaptionen
- 1952 entstand beim Hessischen Rundfunk unter dem Titel Es geschah im Bellona-Club eine 75-minütige Hörspielfassung. Unter der Regie von Fränze Roloff sprachen u. a. Waldemar Leitgeb (Lord Peter Wimsey), Hans-Martin Koettenich (Mervyn Bunter), Erik Schumann (George Fentiman), Hannes Tannert (Robert Fentiman), Ernstwalter Mitulski (Oberst Marchbank), Willi Umminger (Mr. Murbles, Rechtsanwalt) und Friedrich Schönfelder (Charles Parker, Kriminalinspektor).
- Im Jahr 1973 wurde das Buch von der BBC in einer Miniserie verfilmt. Ian Carmichael verkörperte Lord Peter.